# The New York Observer
Pour les articles homonymes, voir Observer.
The New York Observer est un hebdomadaire new-yorkais, publié la première fois le 22 septembre 1987, par Arthur L. Carter, un investisseur américain. Il traite de la culture, l'immobilier, les médias, la politique, le divertissement et l'industrie du livre à New York.
En 2006, Jared Kushner achète la majorité des parts dans le journal pour 10 millions de dollars. Alors âgé de 25 ans, il est le fils d'un riche homme d'affaires. En 2011, The New York Observer devient pour la première fois rentable.
Ses locaux sont situés sur West 44th Street, dans le bâtiment jouxtant le Birdland.
Les chroniques de Candace Bushnell dans The New York Observer sont à l'origine de la série Sex and the City.